# Thymallus tugarinae
Thymallus tugarinae — вид риб родини Лососеві підряду Лососеподібні.

## Опис
Самці можуть досягати 25,5 см загальної довжини. Кількість хребців : 49-55. 

## Поширення
Це прісноводна риба, помірний і пелагічний клімат.
Розташоване в басейні річки Амур (Росія).